# Romulus Linney
Romulus Linney (né Romulus Zachariah Linney IV le 21 septembre 1930 à Philadelphie, en Pennsylvanie, et mort le 15 janvier 2011) est un dramaturge américain.

## Biographie
Né à Philadelphie, il est l'arrière-petit-fils de Romulus Zachariah Linney, membre du congrès républicain. Il est l'auteur de trois romans, trente-cinq pièces de théâtre, dont vingt-deux courtes, qui furent produites aux États-Unis et en Europe. Il obtient un B.A. de l'université Oberlin ainsi qu'un M.F.A. de l'École d'art dramatique de Yale. Comme dramaturge, il reçoit des bourses entre autres de la National Endowment for the Arts, Guggenheim, Rockefeller et National Endowment for the Arts and New York Foundation.
Des doctorats honorifiques d'Oberlin (1994), de l'université d'État des Appalaches (1995) et de l'université de Wake Forest (1998) lui sont décernés. 
Il a été marié de 1963 à 1966 à Ann Leggett, infirmière. De cette union naît l'actrice Laura, le 5 février 1964. 
Il se remarie une seconde fois et de cette union naît Susan, née en 1975.
En 2004, Romulus Linney tourne dans le film Dr Kinsey, de Bill Condon, avec sa fille Laura et Liam Neeson, qui incarne le rôle-titre.
Il meurt le 15 janvier 2011 à 80 ans.

## Pièces de théâtre
- 2: Goering at Nuremberg
- A Christmas Carol
- A Lesson Before Dying
- A Woman Without a Name
- Akhmatova
- Ambrosio
- Appalachia Sounding
- April Snow
- Ave Maria
- Can Can
- The Captivity of Pixie Shedman
- Childe Byron
- Choir Practice
- Clair de Lune
- The Death of King Philip
- Democracy
- Democracy and Esther
- El Hermano
- F.M.
- Gardens of Eden
- Gint
- Gold and Silver Waltz
- Goodbye Oscar
- Goodbye, Howard
- Heathen Valley
- Holy Ghosts
- Hrosvitha
- Juliet
- Just Folks
- Klonsky and Schwartz
- Komachi
- Lark
- Laughing Stock
- The Love Suicide at Schofield Barracks
- Masterbuilder Johnson
- Mountain Memory
- Old Man Joseph and His Family
- Oscar Over Here
- Pageant
- Pops
- Precious Memories
- Sand Mountain
- Sand Mountain Matchmaking
- The Seasons, Man's Estate
- Shotgun
- Songs of Love
- The Sorrows of Frederick
- Southern Comfort
- Spain
- Stars
- Tennessee
- Three Poets
- True Crimes
- Unchanging Love
- Why the Lord Come to Sand Mountain
- Wrath
- Yancey
- Yankee Doodle